# قصر سبدچی‌لر

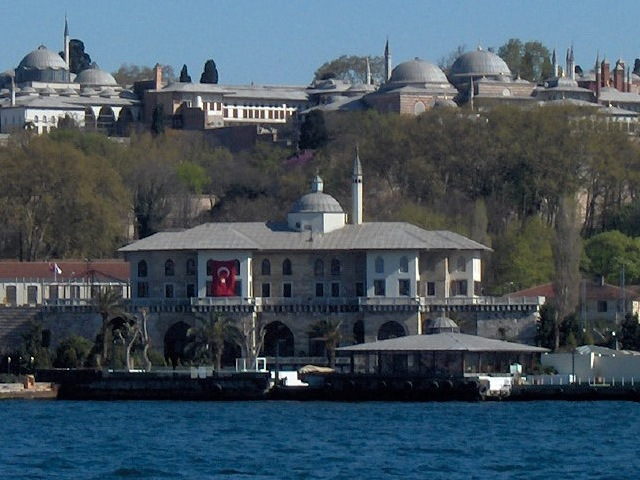
نمای قصر سبدبافان از سوی بسفر.

قصر سبدچی‌لر (ترکی استانبولی: Sepetçiler Köşkü) یا قصر سبدبافان یکی از کوشک‌های تفریحاتی عثمانی‌ها بود که در کرانه جنوبی ورودی خلیج شاخ طلایی در استانبول ترکیه واقع شده است. قصر سبدچی‌لر در محلی به نام سرای‌بورنو در محله سرکه‌چی قرار دارد.

## تاریخچه
کاخ سپه‌سالار (کوشک سبدچی‌لر) در سال ۱۵۹۱ به دستور سلطان مراد سوم برای کولی‌های سبدباف ساخته شد تا مکانی برای فروش محصولات خود داشته باشند. این بنا در سال ۱۷۳۹ در دوران سلطان محمود اول مرمت شد. این کاخ، تنها بنای باقی‌مانده از مجموعه‌ای از کوشک‌ها و کاخ‌های متعددی‌ است که در محوطهٔ بیرونی کاخ توپ‌قاپی ساخته شده بودند. طبق نوشتهٔ روی کتیبهٔ درگاه، این کوشک که در زمان ساخت در محدودهٔ کاخ توپ‌قاپی قرار داشت، در سال ۱۶۴۳، در دوران سلطان ابراهیم، بازسازی شد. نام «سبدچی‌لر» (سبدبافان) از صنف فعال در آن منطقه گرفته شده است. طبق روایت، سبدبافان هزینهٔ ساخت این کوشک را با هم تقسیم کردند و به‌پاس حمایت سلطان ابراهیم، که خود نیز علاقه‌مند به این هنر بود، نام خود را به آن دادند. این بنا همچنین در سال ۱۷۳۹، در دوران سلطان محمود اول (۱۷۳۰–۱۷۵۴) نوسازی شد.
پس از بازسازی در سال ۱۹۸۰، این کاخ به‌عنوان دفتر مطبوعات خارجی دولت و مرکز بین‌المللی مطبوعات مورد استفاده قرار گرفت. این مکان، با امکانات داخلی و فضای باز مناسب برای نشست‌ها و مهمانی‌ها، زمانی تحت مدیریت هتل سوئیس‌اوتل قرار داشت.
این بنای امپراتوری، که بخشی از مجموعهٔ کاخ توپ‌قاپی به‌شمار می‌رفت، بر فراز دیوارهای تاریخی شاخ زرین در محل «دروازهٔ مرمر» (به ترکی: Yalıköşkü Kapısı) قرار دارد، درست در پایین کاخ توپ‌قاپی. این کوشک در کنار کوشک ساحلی «یالی کوشکو» ساخته شده بود که دیگر وجود ندارد؛ کوشکی که به دستور سلیم اول ساخته شده‌بود و برای پذیرایی از قبودان پاشاها (دریاسالاران عثمانی) و مراسم بدرقه و استقبال ناوگان، محل رسمی سلاطین بود.
این کاخ چهارطبقه با دیوارهایی از سنگ ضخیم ساخته شده و دارای تالارهایی بزرگ با درهای چوبی بلند است. منظره‌ای پانورامیک از پل گالاتا، برج گالاتا، کاراکوی و تنگه بسفر دارد. در سدهٔ نوزدهم، این بنا دچار تغییراتی شد و به انبار تبدیل شد. در دوران جمهوری ترکیه، به‌عنوان داروخانهٔ ارتش استفاده می‌شد و سپس تا دههٔ ۱۹۸۰ متروکه ماند. بازسازی آن با استناد به تصاویر تاریخی صورت گرفت و بنا به وضعیت اصلی خود بازگردانده شد.
پس از دوره‌ای طولانی از متروکه بودن، در سال ۱۹۸۰ اداره کل آثار باستانی و موزه‌ها آن را بازسازی کرد. پس از مرمت، به‌عنوان مرکز مطبوعاتی بین‌المللی اداره کل مطبوعات و اطلاعات مورد استفاده قرار گرفت. در سال ۱۹۹۸ بنیاد خدمات امین‌اونو آن را مجدداً مرمت کرد. کاخ سبدچی‌لر در دوره‌های مختلف کاربری‌هایی مانند رستوران، دفتر کل مطبوعات و دفتر پروژهٔ پایتخت فرهنگی اروپا (تا ژوئن ۲۰۱۱) داشته‌است.

## دفتر مرکزی جمعیت هلال سبز ترکیه
از سال ۲۰۱۱، کاخ سبدچی‌لر به جمعیت هلال سبز ترکیه واگذار شد و اکنون به‌عنوان ساختمان دفتر مرکزی این نهاد استفاده می‌شود. هلال سبز یک سازمان مردم‌نهاد و غیرانتفاعی است که با ارائهٔ اطلاعات علمی دربارهٔ مواد مخدر، به جوانان و بزرگسالان برای تصمیم‌گیری آگاهانه در برابر انواع اعتیاد از جمله الکل، دخانیات، مواد مخدر و قمار کمک می‌کند. هلال سبز در سال ۱۹۲۰ تأسیس شد و در سال ۱۹۳۴ از سوی دولت ترکیه به‌عنوان «نهاد دارای منفعت عمومی» به رسمیت شناخته شد.